# Phoenix Suns
A Phoenix Suns az NBA-ben szereplő arizonai profi kosárlabdacsapat. A Suns az egyetlen csapat a csendes-óceáni csoportban, ami nem Kalifornia államában található. Hazai mérkőzéseiket a Footprint Centerben játsszák. A Suns egyike a négy csapatnak Phoenix városában, de az egyetlen, ami a várost képviseli, nem az államot (a Cardinals, a Coyotes és a Diamondbacks is mind Arizona néven ismertek).
A franchise 1968-ban lett az NBA tagja, első éveik sikertelenek voltak, de az 1970-es években egyre jobbak lettek, a Dick Van Arsdale–Alvan Adams–Paul Westphal hármas a döntőbe vezette a csapatot 1976-ban, az egyik legnagyobb meglepetésként a liga történetében. AZ 1980-as évek nagy részében újjáépítették a csapatot Walter Davis köré, Kevin Johnson megszerzése előtt 1988-ban.
Johnson ideje alatt, miután megszerezték Charles Barkley játékjogát, Tom Chambers és Dan Majerle segítségével sorozatban tizenháromszor érték el az NBA-rájátszást és az egész 1990-es évtized alatt mindig a bajnoki esélyesek között voltak. Ennek ellenére egyszer se sikerült diadalmaskodniuk és a 2000-es évek első feléig ismét egyre gyengébben játszottak.
2004-ben a Suns leszerződtette Steve Nash-t és visszatértek a rájátszásba. Shawn Marion és Amar’e Stoudemire leszerződtetésével, Mike D’Antoni edző alatt a Suns világhíres lett játékstílusa miatt, 2004–2005-ben megdöntötték a csapatrekordot a legtöbb győzelemért egy szezonban. Mindezek ellenére ismét elkerülte a bajnoki cím a Suns csapatát, megint újra kellett építeniük. Azt követően, hogy tíz évig nem tudtak a rájátszásba jutni, leszerződtették Chris Pault és 2021-ben a döntőig meneteltek, Devin Booker, Deandre Ayton és Mikal Bridges fiatal triójával. Azt követően, hogy 2022-ben nagy különbséggel estek ki a rájátszásból, leszerződtették Kevin Durantet.
A Suns az NBA történetének ötödik legmagasabb győzelmi aránnyal rendelkező csapata és a második azok között, akik soha nem lettek bajnokok. Tizenegy játékos játszott a csapatban, akit beiktattak a Hírességek Csarnokába, illetve ketten lettek NBA MVP-k itt töltött idejük alatt (Barkley és Nash).

## Története

### 1968–1976: Alapítás
A Suns egyike volt a két franchise-nak, ami az 1968–1969-es szezon előtt csatlakozott az NBA-hez, a Milwaukee Bucks csapatával együtt. Phoenix és egyben Arizona első fontos sportcsapata volt és két évtizedig az állam egyetlen csapata volt, amíg az Arizona Cardinals (National Football League) oda költözött 1988-ban. A Suns első huszonnégy szezonját a Arizona Veterans Memorial Coliseum arénában játszotta, Phoenix belvárosától északnyugatra. A franchise alapítója Karl Eller, Donald Pitt, Don Diamond, Bhavik Darji, Marvin Meyer és Richard L. Bloch alapította. A tulajdonosok közé tartozott még Andy Williams, Bobbie Gentry és Ed Ames is. Az alapítás kritikusai közé tartozott az NBA biztosa, J. Walter Kennedy is, aki szerint Phoenix „túl meleg,” „túl kicsi” és „túl messze” volt ahhoz, hogy sikeres NBA-csapat lehessen. Mindezt annak ellenére, hogy Phoenix az időszakban gyorsan növekedett és a Suns viszonylag közel lett volna olyan csapatokkal rendelkező városokhoz, mint San Diego, Los Angeles, San Francisco és Seattle.

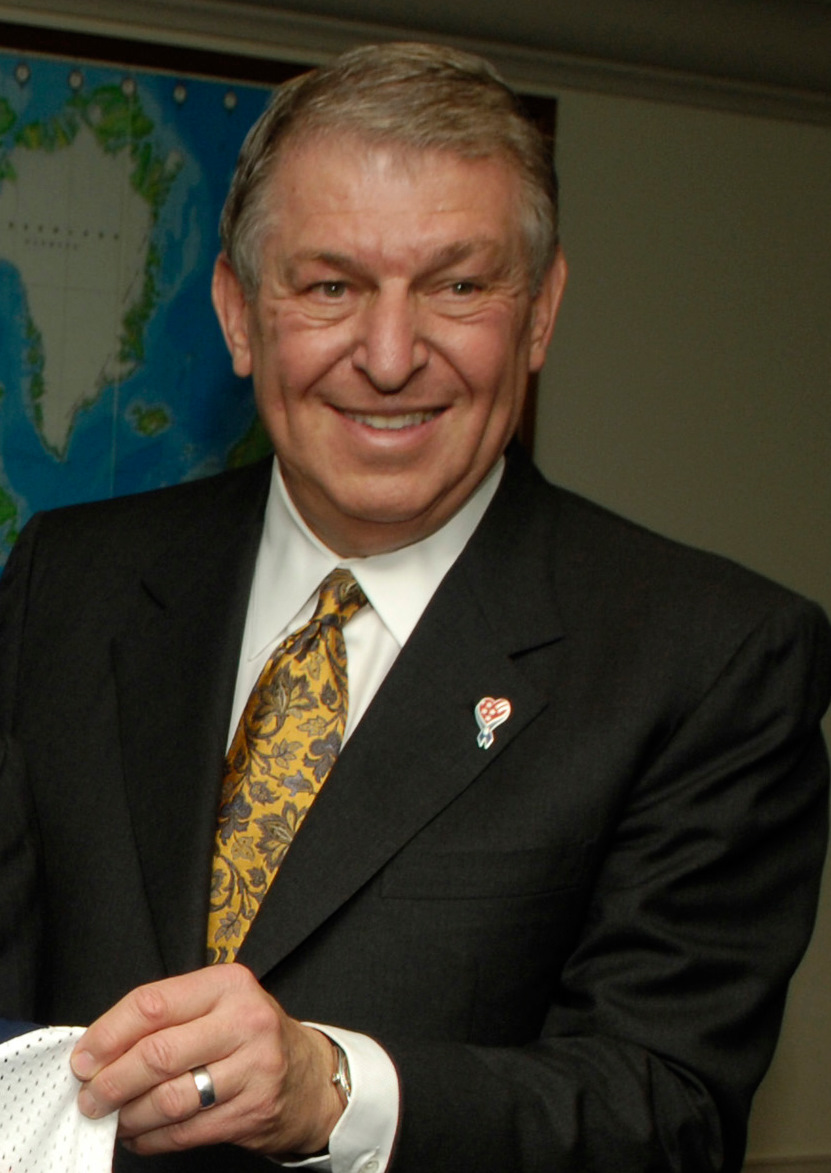
Jerry Colangelo 1968-ban lett a Suns első vezérigazgatója

Bloch noszogatására az NBA Kormányzótanácsa 1968. január 22-én franchise-okat adott Phoenix és Milwaukee városainak, 2 millió dolláros belépési díjjal. A Suns nevet az The Arizona Republic által összegyűjtött 28 ezer javaslat közül választották ki. A győztes ezer dollárt és egy szezonjegyet kapott az első évadra. A Suns olyan jelölteket győzött le, mint a Scorpions, a Rattlers, a Thunderbirds, a Wranglers, a Mavericks, a Tumbleweeds, a Mustangs és a Cougars. Stan Fabe tervezte a csapat első logóját, mindössze 200 dollárért.
Az új csapatoknak tartott 1968-as drafton a Suns fontosabb választottjai Gail Goodrich és Dick Van Arsdale voltak.
A 28 éves Jerry Colangelo, aki az időszakban játékosmegfigyelő volt a Chicago Bulls csapatánál, lett a Suns első vezérigazgatója, míg Johnny Kerr lett az első vezetőedző. A Chicagóban szerzett sikereik ellenére, ahol a Bulls csapatát új franchise-ok között rekordnak számító 33 győzelemhez (és rájátszás-szerepléshez) vezették, Phoenix mindössze 16 mérkőzést tudott megnyerni.
Goodrich és Van Arsdale is All Star lett első szezonjában Phoenixben. Goodrich két szezon után visszatért előző csapatához Los Angelesbe, míg Van Arsdale játékos pályafutása végéig a Suns színeiben kosárlabdázott, majd a csapat edzője lett.
Az 1969-es NBA-drafton a második választást kapták, a Milwaukee Bucks elleni pénzfeldobást követően. Ennek következtében a Bucks szerezte meg a UCLA klasszisát, Kareem Abdul-Jabbart, aki akkor Lew Alcindor néven volt ismert. Phoenix Neal Walkot választotta. Az 1969–1970-es szezonban a Suns már sokkal jobb lett, 39 mérkőzést megnyerve, az első fordulóban kiesve a rájátszásból a későbbi bajnok Los Angeles Lakers ellen. A következő két évadot 48 és 49 győzelemmel zárták, de nem jutottak be egyszer se a rájátszásba, egészen 1976-ig.
Az 1972–1973-as szezon előtt érkezett a városba Al McCoy, a Hírességek Csarnokába beiktatott bemondó és szakkommentátor, aki a Suns Hangja néven lett ismert Phoenixben és egészen a 2022–2023-as szezonig a csapatnál dolgozott. A csapat mindhárom döntőszereplését (1976, 1993 és 2021) ő közvetítette.

#### 1975–1976: Út a döntőig
Az 1975–1976-os szezon egy nagyon fontos szezon volt a Suns történetében, több fontos igazolásuk is volt a nyáron, megszerezve Paul Westphal dobóhátvédet a Boston Celtics 1974-es bajnokcsapatából. A drafton keresztül leigazolták Alvan Adams centert az Oklahomai Egyetemről, illetve Ricky Sobers-t a Nevadai Egyetemről. A szezon közben leigazolták Garfield Heard erőcsatárt a Buffalo Braves csapatából, John Shumate-ért cserébe.

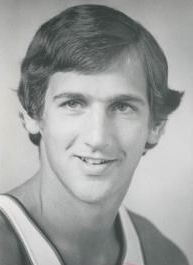
Paul Westphal

A Phoenix alapszakasza nem volt a legkönnyebb, az első 23 mérkőzésből megnyertek tizennégyet, majd a következő huszonkettőből csak négyet, illetve több fontos játékosuk is megsérült, Dick Van Arsdale eltörte karját. Az utolsó 37 találkozóból huszonnégyen diadalmaskodtak, 1970 óta először elérve a rájátszást. A Suns az első fordulóban a Seattle SuperSonics ellen játszotta, 4–2-re megnyerve a sorozatot, majd megverték a címvédő Golden State Warriors csapatát a nyugati főcsoport döntőjében. A sorozat 4–3 eredménnyel végződött, a Suns először döntős volt.
A Suns egy tapasztalat Celtics ellen játszott, akiket a később Hírességek Csarnoka-beiktatott Dave Cowens, John Havlicek és Jo Jo White vezettek. Az ötödik mérkőzésen a Boston Gardenben, ahol a Suns 22 pontos hátrányt küzdött le, Havlicek megszerezte a kosarat, ami megnyerte volna a Celtics-nek a mérkőzést, de mivel a rajongók a pályára rohantak a játékidő lejárta előtt, a bírók visszaadtak egy másodpercet és a Suns megkapta a labdát, a saját félpályájukon. Ahelyett, hogy a csapat rádobta volna a labdát az ellenfél kosarára, Westphal időt kért, amire a csapatnak már nem volt joga, így a Celtics kapott egy büntető dobást, az eredményt 112–110-re állítva. Ezzel viszont a Suns a félpályán kapta meg a labdát, nagyobb eséllyel a mérkőzés kiegyenlítésére. Garfield Heard be is dobta a szükséges két pontot, kiharcolva a hosszabbítást. Ennek ellenére nem tudott diadalmaskodni a csapat, 128–126-ra kikaptak. Ezt a találkozót minden idők egyik legjobb döntő-mérkőzésének tekintik. Boston a következő mérkőzésén biztosította be bajnoki címét.

### 1976–1988: Sikerek és botrányok
Az 1970-es évek végén és az 1980-as évek elején a Suns többször is sikeres volt, például megnyerték az csendes-óceáni csoportot 1981-ben, sorozatban nyolc szezonban is a rájátszásba jutottak. Az évtized közepén viszont egyre több problémába ütköztek a pályán és azon kívül is. 1987-ben Maricopa megye főügyészi irodája tizenhárom, a csapattal kapcsolatban lévő személyt is vád alá helyezett kábítószerekkel kapcsolatos bűncselekmények miatt, akik közül hárman is a csapat játékosai voltak: James Edwards, Jay Humphries és Grant Gondrezick. Ezeknek egy része a Walter Davis játékos által adott tanúvallomás következtében születtek, aki cserébe mentességet kapott. Senkinek se kellett végül tárgyaláson részt vennie, próbára bocsátották őket. Ennek ellenére a botrány, amit ekkorra már boszorkányüldözésnek tekintettek, rontotta a csapat hírnevét országos szinten és a városban is. Ezt kihasználta Jerry Colangelo, az 1987–1988-as szezon előtt 44 millió dollárért megvásárolta a csapatot, ami akkor rekordnak számított. Nick Vanos center elvesztése, aki életét vesztette a Northwest Airlines 255-ös járatának lezuhanása közben, szintén nem segítette a csapatot.

### 1988–1992: A Kevin Johnson–Tom Chambers–Dan Majerle-éra
A Suns-ra ismét rátalált a szerencse 1988-ban, mikor megszerezték Kevin Johnsont a Cleveland Cavaliers csapatától, Mark West és Tyrone Corbin mellett, az All Star Larry Nance-ért és Mike Sanders-ért cserébe. Ebben az évben kezdődött meg a csapatrekord sorozat, hogy a Suns tizenhárom évig mindig ott volt a rájátszásban. Az All Star Tom Chambers az NBA első korlátozatlan szabadügynökeként érkezett Phoenixbe a Seattle SuperSonics csapatából, Jeff Hornacek egyre jobb kezdett lenni és kiválasztották Dan Majerle-t az 1988-as draft 14. választásával. 1989-ben megszerezték Kurt Rambis játékjogát a Charlotte Hornets-től és kiejtették a Los Angeles Lakers-t a rájátszásból, mielőtt kikaptak a Portland Trail Blazers-től a főcsoportdöntőben. Az 1990–1991-es szezonban a Suns 55 mérkőzést is meg tudott nyerni, de kiestek az első körben, 3–1-re kikapva a Utah Jazztől. A következő évadban a Suns ismét ötvennél többször volt sikeres. A négy All Starral  (Chambers, Johnson, Hornacek, Majerle) rendelkező csapat az első körben simán, 3–0-ra legyőzte a San Antonio Spurs-t, majd a főcsoport-elődöntőben ismét a Trail Blazers ejtette ki őket. A sorozat negyedik mérkőzésén szerezte a két csapat a legtöbb pontot az NBA történetében, 304-et (a végeredmény 153–151 lett). Ez volt egyben a Suns utolsó mérkőzése eredeti otthonukban.

### 1992–1996: A Charles Barkley-éra
1992-ben a Suns beköltözött az új arénájába, Phoenix belvárosába, ami az America West Arena nevet kapta. Lila ülőhelyeinek köszönhetően a Lila Kastély becenevet kapta a stadion. Ugyanebben az évben a Suns megszerezte Charles Barkley All Star-erőcsatár játékjogát Jeff Hornacekért, Andrew Langért és Tim Perryért cserébe. Barkley első szezonjában meg is nyerte a liga legértékesebb játékosa díját.
Barkley mellett a Suns több kulcsjátékost is szerzett a keretébe, többek között Danny Ainge-et, illetve az újonc Oliver Millert és Richard Dumas-t. Dumas-t még 1991-ben választották ki, de el volt tiltva egy szezonra az NBA kábítószerekkel kapcsolatos szabályzatának megszegése miatt.

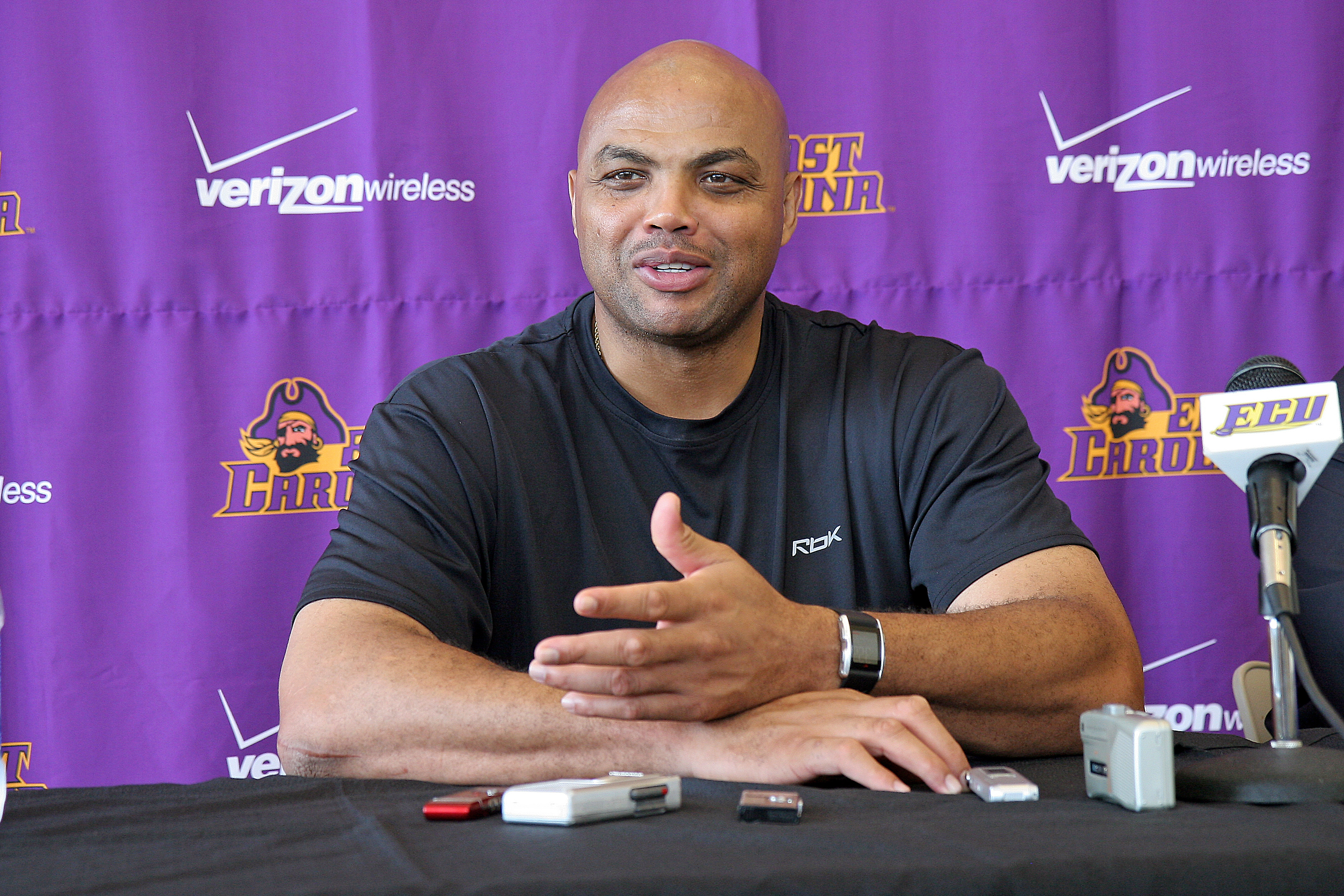
Charles Barkley 1993-ban elnyerte a liga MVP-díját és a döntőig vezette a csapatot

Paul Westphal első évében, mint edző a Suns 62 mérkőzést nyert meg az alapszakaszban, franchise rekordot beállítva. A rájátszás első fordulójában legyőzték a Los Angeles Lakers-t, 2–0-ás hátrányból, megnyerve utolsó három mérkőzésüket. Ezt követően kiejtették a Spurs-t és a SuperSonics-ot, továbbjutva az NBA-döntőbe, másodjára a csapat történetében. Kikaptak a két Hírességek Csarnoka-beiktatott Michael Jordan és Scottie Pippen által vezetett Chicago Bulls-tól. A sorozat harmadik mérkőzésének három hosszabbítása volt, amivel ez és a szintén Suns részvételével történő 1976-os döntő lettek az egyetlen három hosszabbításos NBA-döntő-mérkőzések. A döntő befejezte után nagyjából 300 ezer rajongó fogadta a Suns csapatát a 40 fokos hőségben, a sikeres szezont ünnepelve.
A Suns továbbra is sikeres maradt az alapszakaszban, a következő három szezonban 178 mérkőzést nyertek meg, mindössze 68-at elveszítve. A csapatuk egyre jobb és jobb lett, leigazolva olyan játékosokat, mint A. C. Green, Danny Manning, Wesley Person, Wayman Tisdale és Elliot Perry. Annak ellenére, hogy 1995-ben megnyerték a csendes-óceáni csoportot, sorozatban kétszer is kiejtette őket a Houston Rockets a főcsoport-elődöntőben. Manning többször is sérült volt az évek során, soha nem tudott legjobb formájában játszani. 1994-ben és 1995-ben is két mérkőzéses előnyben voltak a főcsoport-elődöntőben, mielőtt kikaptak.
Az 1994–1995-ös szezon végén Bryan Colangelo (Jerry fia), a Suns akkori vezérigazgatója úgy döntött, hogy Majerle-t a Cleveland Cavaliers csapatába küldi egy első köri választással együtt, John Williams-ért cserébe. Majerle nagy kedvenc volt Phoenix városában és a csapaton belül is. A cél az volt, hogy Williams szerződtetésével szerezzenek egy centert, aki jól tud védekezni és blokkolni, de Majerle nagy hiány volt a következő években és Williams soha nem volt olyan sikeres, mint amire számítottak.
Az 1995–1996-os szezon sikertelen volt, annak ellenére, hogy újoncuk, Michael Finley be lett választva az NBA legjobb újonc csapatába. Finley megsérült a rájátszás előtt, a Suns kiesett az első körben és mindössze mérkőzéseik felét nyerte meg az alapszakaszban. Westphalt kirúgták a szezon közben, helyére Cotton Fitzsimmons érkezett, aki harmadjára vezette a Suns-t. Az egyre rosszabb teljesítmények rontották Barkley és Jerry Colangelo kapcsolatát és többször is felszólaltak egymás ellen nyilvánosan. Ennek következtében a csapat Barkleyt Houstonba küldte, Sam Cassellért, Robert Horryért, Mark Bryantért és Chucky Brownért cserébe. A négy játékosból hárman egy évvel később már nem is voltak a Suns játékosai.

### 1996–2004: Átlagos évek
Az 1996-os NBA-drafton a Suns a 15. választással kiválasztotta Steve Nash irányítót. A bejelentést követően a Suns rajongói jelezték nemtetszésüket, amiért a csapat egy ismeretlen játékost választott, aki nem a nagyobb egyetemi főcsoportok egyikében játszott. Első két szezonjában az NBA-ben Jason Kidd és Kevin Johnson mögött játszott, nem kapott sok lehetőséget.
Barkley távozását követően az 1996–1997-es szezont a Suns 13 vereséggel kezdte, ami rekord volt a csapat történetében. A sorozat közben Fitzsimmons lemondott posztjáról, helyét Danny Ainge vette át edzőként.
Azt követően, hogy Ainge és Horry összeveszett, Horry a Los Angeles Lakers játékosa lett, az All Star Cedric Ceballos-ért cserébe. Hasonlóan Cassell is távozott, a Dallas Mavericks csapatába, Jason Kiddért cserébe. Az új felállás sokkal jobban működött, sorozatban tizenegy mérkőzést meg tudtak nyerni, hetedikek lettek a főcsoportban és majdnem sikerült meglepetésszerűen kiejteniük a Seattle SuperSonics-ot. A Suns ezzel egyike lett azon kevés csapatoknak az NBA történetében, akik azt követően elérték a rájátszást, hogy a szezon elejét legalább tíz elvesztett mérkőzéssel kezdték.
Tekintve, hogy Kidd lett a Suns irányítója, Nashre nem volt szükség, így a Mavericks csapatába küldték 1998 júniusában, Martin Müürseppért, Bubba Wells-ért, Pat Garrity draftjogáért és egy első köri választásért cserébe, amivel Shawn Mariont szerezték meg.
2000-es szezon kezdete előtt a Suns megszerezte Anfernee Hardawayt. A várakozások ellenére a Hardaway-Kidd védőpáros soha nem lett kiemelkedően sikeres, Hardaway sokáig sérült volt és Kidd eltörte bokáját a rájátszás kezdete előtt. Ennek ellenére a visszatérő Hardaway vezetésével meg tudták verni a Tim Duncan nélküli San Antonio Spurs-t 3–1-re. Ugyan Kidd is felépült a következő sorozatra, a Suns kikapott a későbbi bajnok Los Angeles Lakers-től 4–1-re.

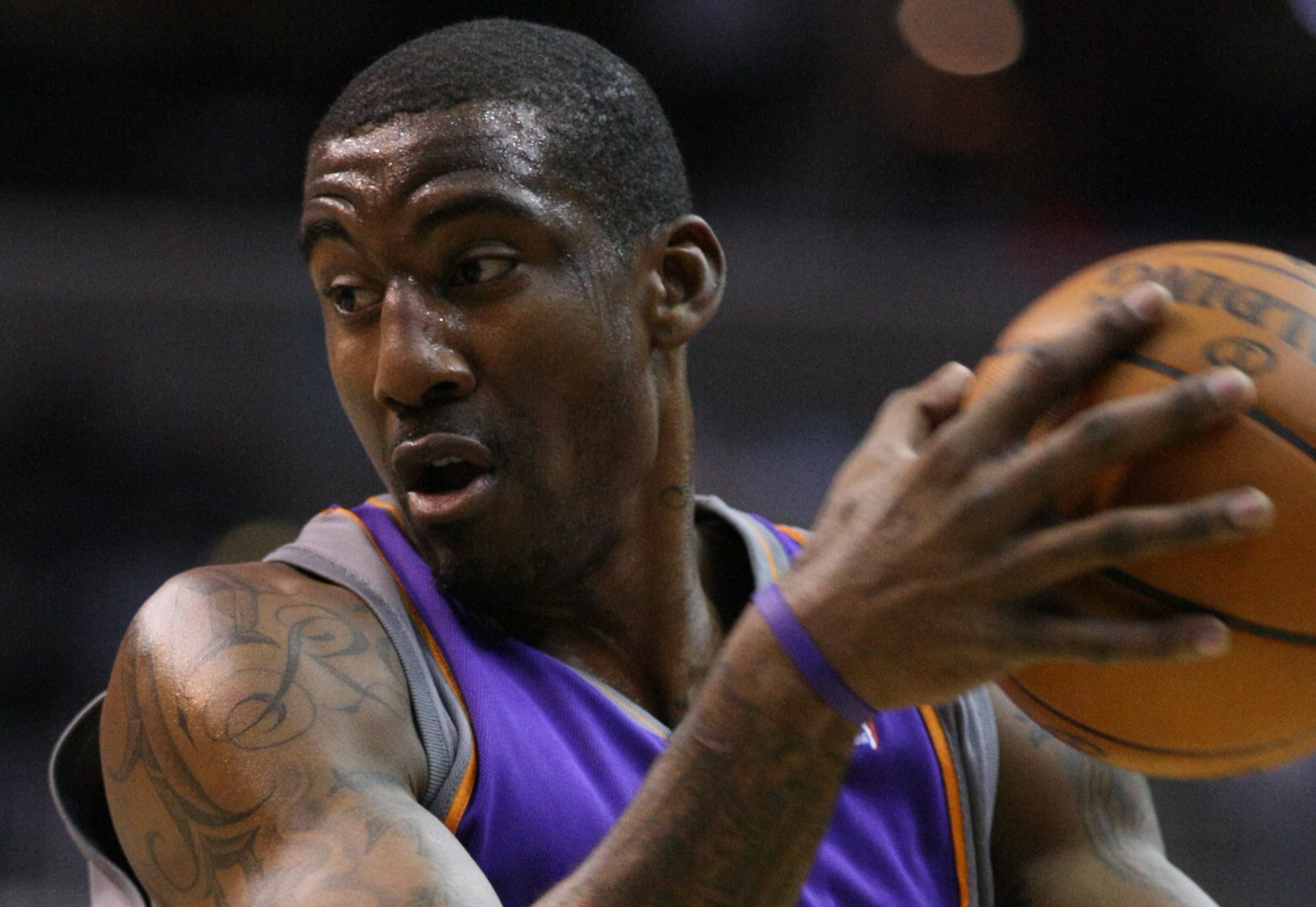
Amar’e Stoudemire 2002-ben érkezett Phoenixbe

A Suns 2002-ben 14 év után először nem jutott a rájátszásba. Azt követően, hogy Jason Kidd családon belüli erőszakkal lett vádolva, a csapat megvált tőle, cserébe megszerezve Stephon Marburyt. A drafton Amar’e Stoudemire-t választották ki.
A 2002–2003-as szezonban Stoudemire kiemelkedően kezdte pályafutását. Az első középiskolából érkező újonc lett az NBA történetében, aki elnyerte az év újonca díjat. A szezonban a Suns ismét rájátszásba jutott, 44 mérkőzést megnyerve. Marburyt beválasztották a harmadik All-NBA csapatba és All Star is lett. A Suns ismét kiesett az első körben, a később bajnoki címet ünneplő San Antonio Spurs ellen.
A 2003–2004-es szezonban a Suns nem jutott a rájátszásba, 53 mérkőzést vesztettek el. A szezon közben a New York Knicks csapatába küldték Marburyt és Hardawayt, Antonio McDyesszért és egy első köri draft-választásért cserébe.